# Thalia (planetka)
(23) Thalia patří mezi velké planetky.
Jejím objevitelem je J. R. Hind a objevena byla 15. prosince, 1852. Jméno nese po Thálii, jedné z řeckých múz.